# Озерани (Житковицький район)
Озера́ни (біл. Азяра́ни, трансліт.: Aziarany; рос. Озераны) — агромістечко, адмінцентр Озеранської сільської ради, Житковицький район, Гомельська область, Білорусь.

## Географія
За 29 км на південь від районного центру і залізничної станції Житковичі (на лінії Лунинець — Калинковичі), 262 км від Гомеля.
На півдні розташований Національний парк «Прип'ятський». Поруч знаходиться болото Асова.

### Гідрографія
На р. Ствига (притока р. Прип'ять).

## Транспорт
Через село проходить автомобільна дорога Турів — Лельчиці. Забудова складається з 2 частин, розділених канавою та магістраллю: західної (компактна забудова з 3 коротких вулиць, що утворюють трикутник) та східної (2 короткі, майже широтні вулиці, з’єднані 2 поперечними короткими вулицями). Будівлі цегляні і дерев'яні, садибного типу. У 1987 році збудовано вулицю на 50 цегляних будинків котеджного типу, де розмістилися переселенці з місць, забруднених радіацією внаслідок аварії на Чорнобильській АЕС.

## Історія
Виявлене археологами поселення ранньозалізної доби та доби феодалізму (за 0,6 км на південний захід від села, на правому березі річки) та поселення ранньозалізної доби (за 1 км на північний схід від села, в урочищі Галечицьке Поле) свідчать про заселення цих місць з давніх часів. За письмовими джерелами відоме з XVIII століття як село Мозирського повіту Мінського воєводства Великого князівства Литовського.
Після II поділу Речі Посполитої (1793) у складі Російської імперії. Діяла Михайлівська церква (з 1805 р. у ній зберігалися метричні книги). З 1811 року село. У 1834 році входило до складу Туравського казенного маєтку. У 1859 році замість занепалої споруджено нову дерев'яну будівлю церкви (не збереглася). З 1857 року діяла церковнопарафіяльна школа, яка розміщувалася в найманому будинку. У 1896 році працювали вітряк і водяний млин. За переписом 1897 року, тут були церква, парафіяльна школа, лісництво. У 1908 році в Туравській волості Мозирського повіту.
З 20 серпня 1924 року центр Озяранської сільської ради Туравського району, з 17 квітня 1962 року — Житковицького району Мозирської округи (1924-1930, 1935-1938 рр.), з 20 лютого 1938 року Поліської, з 08.01.1954 р. Гомельської обл. У 1929 році організовано колгосп «1 Травня», працювали лісництво, шлакодром ("гамарня"), цегельня. За успіхи в розвитку громадського господарства колгосп у 1939 і 1940 роках брав участь у Всесоюзній сільськогосподарській виставці в Москві.
Під час німецько-радянської війни наприкінці липня 1941 року село захопили німецькі війська, але 4 серпня 1941 року партизани разом із частинами Червоної Армії в результаті рейду змусили його відступити. Німецькі окупанти в серпні 1941 року спалили 129 дворів і вбили 30 жителів. Діяла підпільна організація. У боях за визволення села загинуло 185 радянських воїнів (поховані в братській могилі в центрі села). 53 жителі загинули на фронті.
За переписом 1959 р. центр колгоспу «Радянська Білорусія». Працюють цегельня, комбінат побутового обслуговування, середня школа (у 1990 році збудована нова цегляна будівля), будинок культури, бібліотека, амбулаторія, ветеринарний участок, відділення зв’язку, 3 магазини, чайна, дитячі ясла-садок.

## Населення

### Кількість
- 2004 рік — 252 господарства, 577 жителів.

### Динаміка
- 1811 рік — 38 дворів.
- 1816 — 183 жителі.
- 1834 — 43 двори, 214 жителів.
- 1897 — 57 дворів, 372 жителі (за переписом).
- 1908 — 62 двори, 433 жителі.
- 1917 — 568 жителів.
- 1925 — 90 дворів.
- 1940 — 130 дворів.
- 1959 — 645 жителів (за переписом).
- 1994 — 608 жителів, 250 дворів[2].
- 2004 — 252 господарства, 577 жителів.

## Пам'ятки
- Братська могила радянських воїнів[2].
- Поселення ранньої залізної доби та доби феодалізму[2].